# Średnica

Średnicę oznaczono kolorem czerwonym

Średnica okręgu lub sfery – dowolny odcinek o końcach należących do tej figury i przechodzący przez jej środek symetrii.
Niekiedy tę definicję rozszerza się na stożkowe i kwadryki mające środek symetrii (np. elipsy, elipsoidy, a nawet hiperbole i hiperboloidy).
Przez średnicę koła lub kuli rozumie się średnicę jej brzegu, tj. odpowiednio okręgu i sfery. Wówczas tak zdefiniowana średnica jest najdłuższym odcinkiem zawartym w całości w tych figurach.
Średnicę najczęściej oznacza się literą {\displaystyle d} oraz symbolem ⌀.
Średnicą nazywana jest też długość jednego z tych odcinków.

## Średnica zbioru

Średnicą zbioru domkniętego jest największa odległość pomiędzy dwoma jego punktami.

W przestrzeni metrycznej {\displaystyle (X,d)} średnicą zbioru {\displaystyle A} nazywamy supremum odległości wszystkich par punktów tego zbioru:
{\displaystyle \operatorname {diam} (A):=\sup \left\{d(a,b):a,b\in A\right\}.}
Powyższa funkcja liczbowa pozwala określić średnicę dowolnych ograniczonych podzbiorów przestrzeni metrycznej.
Z ciągłości metryki wynika, że domknięcie zbioru nie powiększa jego średnicy.

### Przykłady
- Dla kół, okręgów, kul i sfer w przestrzeni euklidesowej powyższa definicja pokrywa się z definicją geometryczną. Hiperbole i hiperboloidy jako figury nieograniczone nie mają określonych średnic.

- Średnica prostokąta to jego przekątna. To samo można powiedzieć o prostopadłościanie.

- Graf spójny, w którym za odległość między jego wierzchołkami uważa się długość (liczbę krawędzi) najkrótszej ścieżki między nimi, staje się przestrzenią metryczną. Jeśli graf jest skończony, to jest ograniczonym, więc ma średnicę.

## Symbol średnicy
Symbol średnicy, ⌀, jest podobny wyglądem i rozmiarem do ø, litery alfabetu łacińskiego, małego przekreślonego „o”. Unicode zawiera znak o numerze 8960 (szesnastkowo 2300) określający ten symbol. Na stronach HTML jest on kodowany jako &#8960; lub &#x2300;. W systemie Macintosh symbol średnicy może być wprowadzony przez tablicę znaków (otwieraną przez naciśnięcie ⌥ Opt⌘T w większości aplikacji), gdzie można go znaleźć w kategorii symboli technicznych.
Znak często nie wyświetla się poprawnie, gdyż większość komputerowych krojów pisma go nie zawiera. W większości sytuacji wymiennie posłużyć może litera ø, której numer Unicode to 0248 (szesnastkowo 00F8).
W języku LaTeX symbol jest osiągany komendą \diameter, która jest częścią pakietu „wasysym”.
Symbol średnicy ⌀ jest różny od symbolu zbioru pustego ∅, od litery phi {\displaystyle \phi } (pisanej kursywą) i od norweskiej samogłoski Ø.